# مانوئل لومباردونی
مانوئل لومباردونی (انگلیسی: Manuel Lombardoni؛ زادهٔ ۱۹ دسامبر ۱۹۹۸) بازیکن فوتبال است.
از باشگاه‌هایی که در آن بازی کرده‌است می‌توان به باشگاه فوتبال اینتر میلان اشاره کرد.